# ناصرالدین عبدالله بیضاوی

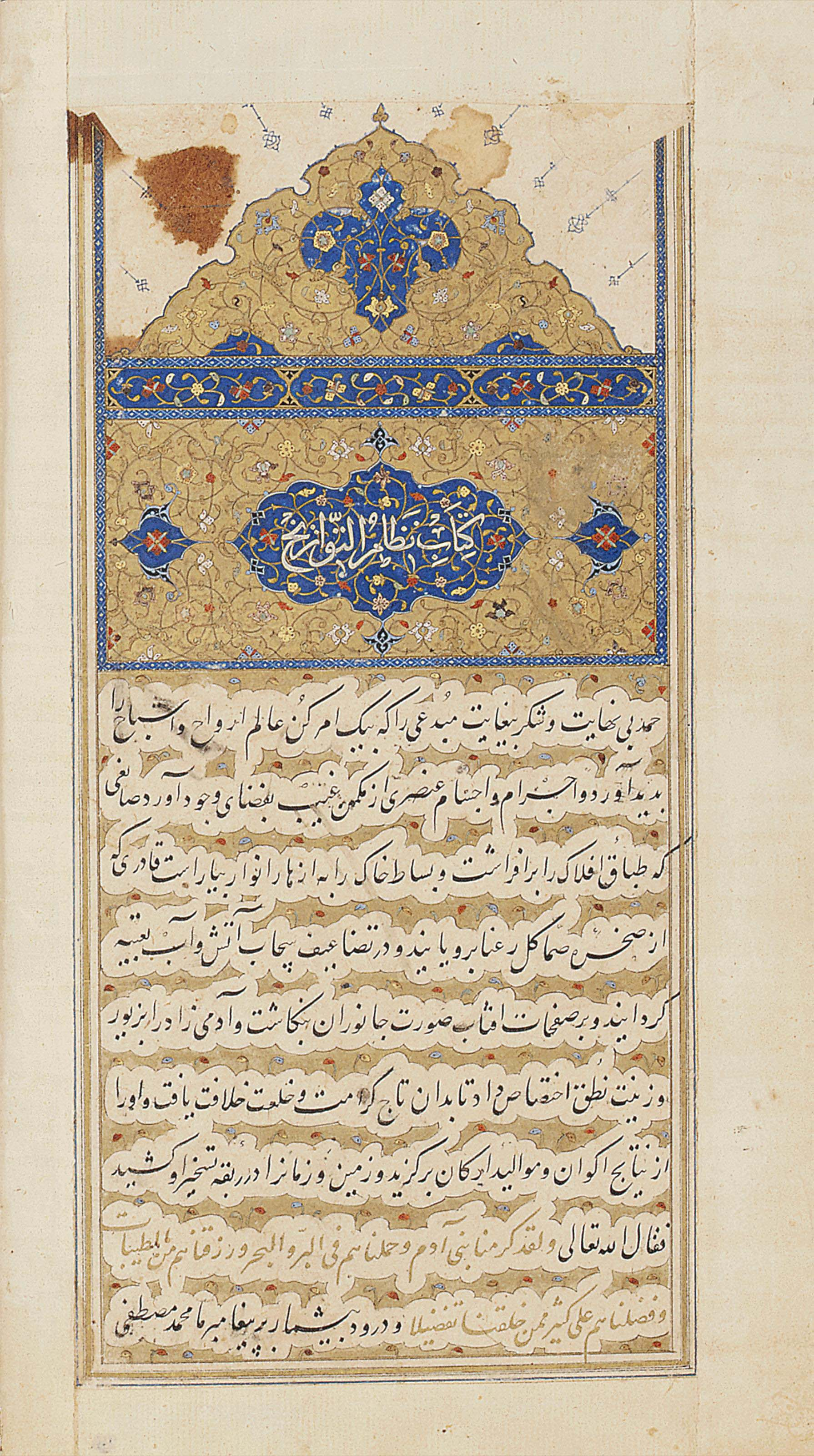
یک صفحه از کتاب نظام‌التواریخ

ناصرالدین عبدالله بیضاوی (نام کامل وی: ناصرالدین أبو سعید أو أبو الخیر عبدالله بن أبی القاسم عمر بن محمد بن أبی الحسن علی البیضاوی الشیرازی الشافعی) از قضات و افاضل قرن هفتم هجری است. قاضی بیضاوی در بیضا زاده شد و در شیراز به تحصیل علوم پرداخت. او پیش از رفتن به تبریز مدتی در عهد اتابکان فارس در فارس مقام قاضی‌القضاتی داشت. سپس به تبریز رفت و تا پایان عمر در آن شهر به تألیف و تدریس و امر قضاوت مشغول بود. بیضاوی هم‌روزگار خواجه نصیرالدین طوسی و قطب‌الدین شیرازی و مصاحب و دوست آنان بود. در مورد سال درگذشت قاضی اختلاف هست. او به گمان میان سال‌های ۶۸۲ تا ۶۹۲ هجری قمری درگذشته‌است. کتاب انوار التنزیل و اسرار التاویل یا تفسیر بیضاوی مهم‌ترین تألیف اوست.